# Rhagoletis chumsanica
Rhagoletis chumsanica är en tvåvingeart som först beskrevs av Boris Borisovitsch Rohdendorf 1961.  Rhagoletis chumsanica ingår i släktet Rhagoletis och familjen borrflugor. Inga underarter finns listade i Catalogue of Life.